# اسپانیش لیک (میزوری)
اسپانیش لیک (به انگلیسی: Spanish Lake) شهری در شهرستان سنت لوئیس ایالت میزوری است که جمعیت آن در سرشماری سال ۲۰۱۰ میلادی ۱۹٫۶۵ نفر بوده است.